# Schwarzerium viridicyaneum
Schwarzerium viridicyaneum là một loài bọ cánh cứng trong họ Cerambycidae.